# Hallelujah (Gali Atari & Milk and Honey-låt)
Hallelujah, är låten som vann Eurovision Song Contest 1979 för Israel. Den skrevs av Kobi Oshrat och Shimrit Orr. Låten framfördes av Gali Atari och gruppen Milk and Honey.
Olle Bergman skrev en text på svenska med vilken låten spelades in av Vikingarna på albumet Kramgoa låtar 7 1979. Vikingarna gjorde en nyinspelning av sin version 2004.
Med denna text spelades låten även in dels av Anna-Lena Löfgren, Pierre Isacsson & Mats Rådberg , dels av Jan Malmsjö  och båda dessa fick under 1979 in sina versioner på Svensktoppen. 

## Listplaceringar
| Lista (1979)  | Placering |
| ------------- | --------- |
| Nederländerna | 6         |
| Norge         | 1         |
| Schweiz       | 4         |
| Sverige       | 1         |
| Österrike     | 21        |